# Валтер Крамер
Валтер Крамер (на немски: Walter Cramer) е германски бизнесмен и борец от съпротивата, участвал в опита за убийство на фюрера Адолф Хитлер от 20 юли 1944 г..

## Кариера
През 1919 г. Крамер става директор на Kammgarnspinnerei Gautzsch AG, фирма за прежди. От 1923 г. той е в борда на директорите на Leipziger Kammgarnspinnerei Stöhr & Co. AG, друга корпорация в същата индустрия. През първата половина на 1940-те години участва в гражданската съпротива срещу нацисткия режим с бившия кмет на Лайпциг Карл Фридрих Гьорделер (1884-1945). След като опитът за убийство на фюрера се проваля на 20 юли 1944 г., Крамер е арестуван на 22 юли, а по-късно признат за виновен от германската Народна съдебна палата в предателство, за което е осъден на смърт. Обесен е в затвора Пльоцензе в Берлин на 14 ноември 1944 г.
През 1945 г. улица в квартал Гьолис в Лайпциг е наречена на него Валтер-Крамер-Щрасе. Град Лайпциг също го почита с паметник в Johannapark през 1996 г.